# Furiki Wheels
A Furiki Wheels 2010-ben indult francia televíziós 2D-s számítógépes animációs sorozat, amelynek alkotója Frédéric Martin.

## Cselekmény
André Furiki, a fiatal lajhár imádja a sebességet, és autóversenyző szeretne lenni.

## Szereplők
| Szereplő     |
| ------------ |
| Andre Furiki |